# Romuald Jaśkiewicz
Romuald Jaśkiewicz (1857–1930) – polski prawnik, sędzia.

## Życiorys
Studiował prawo na Uniwersytecie Warszawskiem uzyskując tytuł doktora. Został sędzią. Został radnym w Zamościu w 1916. W połowie 1918 był kandydatem na radnego. W tym czasie pełnił funkcję prezesa Królewsko-Polskiego Sądu Okręgowego w Zamościu. Z dniem 1 września 1918 został wpisany na listę adwokatów przysięgłych i pomocników adwokatów przysięgłych powołanych do sądownictwa polskiego.
Po odzyskaniu przez Polskę niepodległości został pierwszym prezesem Sądu Okręgowego w Zamościu i pełnił ten urząd od 1918 do 1930.
2 maja 1923 został odznaczony Krzyżem Komandorskim Orderu Odrodzenia Polski „w uznaniu zasług, położonych dla Rzeczypospolitej Polskiej na polu organizacji sądownictwa”.
20 maja 1930 odbył się jego pogrzeb na cmentarzu w Zamościu.